# Finanza funcional
Finanza funcional es un concepto introducido por Abba Lerner como contraste a las “finanzas sanas o prudentes”. Se refiere al manejo práctico de los déficits fiscales y de la cantidad de circulante sin basarse en principios abstractos de moralidad o de prudencia fiscal.
En la práctica, la finanza funcional se implementó principalmente en EE. UU., por lo que la mayoría de los economistas y comentaristas relevantes provienen de ese país.

## Orígenes y significado
Durante los debates sobre la crisis de los años 30, Lerner utilizó una metáfora para explicar su propuesta de control económico: un gobierno que practica el laissez-faire es como conducir un automóvil sin volante, provocando crisis recurrentes en la economía. Lerner proponía que el gobierno aplicara un “volante” mediante la finanza funcional, para mantener la economía estable y eficiente.
La finanza funcional contrasta con la “finanza sana” o tradicional, que defiende:
- Equilibrio presupuestario (excepto en tiempos de guerra).
- Crecimiento de la Oferta de dinero limitado a la tasa de crecimiento económico.
- Mínima intervención gubernamental en la economía.

Según Lerner, estas “reglas del buen manejo económico” no se basan en análisis sino en suposiciones consideradas evidentes. Por el contrario, la finanza funcional propone evaluar las decisiones fiscales y monetarias según su efecto real en la economía en un momento específico, sin asumir que déficits fiscales, deuda pública o políticas monetarias expansivas sean inherentemente perjudiciales.

## Principios y aplicación
Lerner empleó un lenguaje deliberadamente provocativo para enfatizar que las reglas que funcionan a nivel individual no necesariamente benefician al agregado económico de una nación. Por ejemplo, se ha señalado que, históricamente en EE. UU., “cada reducción significativa de la deuda pública ha sido seguida por una depresión, y cada depresión ha sido precedida por una reducción significativa de la deuda. Cada superávit presupuestario ha sido seguido, generalmente, por déficits posteriores. Sin embargo, una correlación no prueba causalidad. Existe evidencia de que los superávits del gobierno pueden ser perjudiciales; a nivel macroeconómico, los gastos gubernamentales generan ingresos en el sector privado, mientras que los impuestos reducen los ingresos disponibles.”
La idea central es que el presupuesto gubernamental, ya sea equilibrado o en déficit, funciona como un volante de control económico. Tanto los impuestos como los gastos fiscales afectan directamente la actividad económica, y deben considerarse las “macro-externalidades”, es decir, los efectos agregados de las decisiones de gasto y ahorro que no se observan a nivel individual.

## Las premisas y reglas de la finanza funcional
La premisa fundamental de la finanza funcional es explícitamente que una economía capitalista dinámica es inherentemente inestable, así que el desempleo e inestabilidades de precios periódicamente imponen penuria económica sobre la economía en general, lo que impacta más severamente sobre el mercado de trabajo.
Sucede que los salarios constituyen alrededor de dos tercios de los ingresos generales y que tanto Keynes como otros han mostrado que la tasa de ingresos por salarios en relación con los ingresos generales es relativamente estable a nivel nacional. La implicación es que una caída en los salarios conduce a una caída en los ingresos generales.
El propósito de la propuesta entonces es tratar de mantener el balance de la economía, usando el presupuesto a fin de controlar esas fuerzas que llevan ya sea a un sobrecalentamiento o al enfriamiento excesivo de la economía.
De acuerdo a Lerner, (Lerner, 1941). la finanza funcional depende de las siguientes tres reglas:
1.- El gobierno mantendrá, en todo momento, un nivel de demanda razonable. Si hay poca demanda -y consecuente alto nivel de desempleo- el gobierno debe ya sea reducir los impuestos o aumentar sus gastos. Si hay demasiado demanda, el gobierno debe prevenir inflación reduciendo sus gastos o aumentando impuestos.
2.- El gobierno debe mantener una tasa de interés que optimice la Inversión a través de tomar préstamos cuando desea elevarla y repagando la deuda cuando desea bajarla.
3.- Si cualquiera de los dos principios anteriores entra en conflicto con los principios de la “finanza sana” -balancear la deuda o limitar la deuda pública- no importa. El gobierno debe imprimir el suficiente dinero como para financiar las otras dos reglas.
De lo anterior siguen algunas sugerencias, entre las que se encuentran:
- La aproximación ‘tradicional” a problemas de empleo (visiones micro o macroeconómicas) no es muy apropiada. Más relevante sería una aproximación de sistemas[9]

- Los impuestos no se deben usar para solventar el gasto fiscal. Ese gasto puede y debe ser financiado con deuda pública. Los impuestos tienen una función redistributiva[10]

- No se debe buscar mantener un superávit económico fiscal (en el sentido de ahorros de un periodo económico a otro). Los superávits no se pueden guardar para uso futuro. En efecto, no hay superávits que se puedan ahorrar o incluso gastar, hay una cantidad total de riqueza en circulación en una sociedad. Si parte de esa riqueza no circula, el total efectivamente disminuye. En cualquier periodo que los gastos fiscales sean menores que los ingresos, se reduce no solo la deuda fiscal sino también la cantidad de riqueza social (dado que el “ahorro fiscal” reduce ingresos disponibles a la población y eso se transforma o se expresa ya sea como reducción de deuda a favor en las cuentas privadas o como reducción del circulante, que reduce el dinero disponible a la población en general)[4]

## Desarrollo e impacto de la finanza funcional
La dura presentación de esos principios por Lerner causó mucho debate en las décadas de los 40 y 50 del siglo XX, cuando la mayoría de los keynesianos (incluyendo keynes mismo) eran mucho más medidos en sus propuestas.
Sin embargo, para la década de los 60 del mismo siglo, las reglas de Lerner llegaron a ser la interpretación estándar del keynesianismo tanto en textos de macroeconomía como en discusiones de economía política, especialmente en EE. UU., dada alguna peculiaridades de la economía de ese país. (ver más abajo) Se ha alegado que esto se debe a que los textos de Keynes casi no contienen una propuesta práctica de acción económica. No contienen, por ejemplo, menciones de políticas fiscales. pero al mismo tiempo había poderosas fuerzas demandando la implementación de políticas “keynesianas”. Consecuentemente, cuando se atacaba esas políticas, en realidad se atacaba las propuestas de Lerner.
Cualquiera que sea el caso, esas políticas fueron implementadas a través del mundo, llevando a la revista estadounidense Time a observar que “ En Washington los hombres que formulan la economía de la nación han usado principios keynesianos no solo para evitar los violentos ciclos de los días de preguerra pero para producir un fenomenal crecimiento económico y lograr precios remarcablemente estables... figurando que los EEUU había, de alguna manera, descubierto el secreto de crecimiento estable y no inflacionario, los líderes de muchos países en ambos lados de la cortina de hierro trataron abiertamente de emular su éxito”
Sin embargo, el ataque contra esas “políticas keynesianas” se intensificó a través de los 1970s y 1980s, liderado por, entre otros, Ludwig von Mises, Friedrich Hayek y Milton Friedman, el último de los cuales tuvo la mayor influencia en EE. UU., donde, a partir de los finales de la década del 60 del siglo XX y comienzo de la del 70, su propuesta monetarista empezó a reemplazar la finanza funcional.
La situación -sugerida más arriba- peculiar de EE. UU. es la tendencia histórica de ese país a mostrar déficits en su presupuesto fiscal. Esto llevó a dos visiones que, a pesar de que pueden ser vistas como generalmente similares en sus efectos prácticos, son percibidas como competitivas: la ya mencionada visión de la finanza funcional (Ver L. Randall Wray, op cit) y la monetarista, ejemplificada por Friedman, de acuerdo a la cual, las crisis se podrían evitar si el Banco central de EE. UU. -la Reserva Federal- expandiera la cantidad de circulante, dado que el dinero funciona como un “multiplicador monetario”
Comparando ambas visiones, Paul Krugman escribe: “Un tema central de la Teoría General de Keynes fue la impotencia de la política monetaria en condiciones del tipo de la depresión. Pero Milton Friedman y Anna Schwartz, en su magistral historia monetaria de los EE. UU., proponen que el Banco Federal podría haber prevenido la Gran Depresión -una propuesta que más tarde, en escritos populares, incluyendo los de Friedman mismo, se transmuto en la propuesta que el Banco Federal causó la depresión. Ahora, lo que el Banco realmente controlaba era la base monetaria -circulante más reservas bancarias. Como la figura muestra, esa base se expandió en la realidad durante la gran depresión, por lo cual es difícil hacer el caso que la Reserva causó la depresión. Pero se puede argumentar que la depresión podría haber sido prevenida si el Banco Federal hubiera hecho más -si hubiera expandido la base monetaria más rápidamente y hubiera hecho más para rescatar los bancos en problemas.
Ahora, concentrándonos en los efectos prácticos de ambas propuestas -específicamente, su aproximación al tratamiento de las crisis a través de la no consideración por los déficits presupuestarios, y la propuesta de expansión monetaria- esas aproximación parecen -a primera vista o para no especialistas- lo suficientemente similares como para ser confundidas -pero la segunda tiene, para algunos, el incentivo agregado que propone una reducción de impuestos en todo y cualquier caso- Es esa confusión lo que explica el famoso dicho de Nixon cuando abolió la relación de 35 dólares por onza de oro -lo que permitió la gran expansión de la cantidad de dólares, marcando el fin del sistema instaurado por los Acuerdos de Bretton Woods: “Ahora soy un keynesiano en economía” (I am now a Keynesian in economics") -lo que a su vez creó una situación que está llevando a la propuesta de poner fin a la llamado “Hegemonía del dólar (ver también Bancor). Sin embargo hay una diferencia profunda entre las dos propuestas. Paul Krugman -al fin de lo citado- agrega: “Así, aquí estamos (2008), mirando una crisis reminescente de la de los 30. Y esta vez el Banco Federal ha sido espectacularmente agresivo acerca de aumentar la base monetaria.. y adivinen que pasa? no parece estar funcionando. (op cit)
Sin embargo, la confusión y preferencia por el monetarismo como justificación de la mantención de los déficits fiscales en EE. UU. se hizo general y para los 90s las presentaciones de la macroeconomía en los libros académicos dejaron de incluir las premisas de la “finanza funcional”, al punto que pocos economistas formados desde esa época han escuchado de ella o son familiares con sus conceptos.
No obstante, Colander ha alegado que la influencia de la finanza funcional persiste al nivel de la economía política. Entre gobernantes la reacción general a los déficits fiscales -especialmente en tiempos de crisis- es muy diferente a la que sus equivalentes tenían antes de la introducción de tales percepciones y los beneficios de un déficit fiscal en tales momentos son generalmente reconocidos, la discusión centrándose mucho más en el tamaño de tales déficits como porcentaje del PIB, no en la necesidad de un presupuesto equilibrado.
Sin embargo esa aparente confluencia de ambas posiciones en su falta de interés en el déficit fiscal ha sido utilizada por gobiernos de todos los partidos en EE. UU. para justificar el creciente déficit fiscal lo que ha llevado a algunos observadores a predecir la bancarrota de esa nación. y a -como se ha dicho- la percepción de la necesidad de reemplazar el dólar como moneda internacional de intercambio y ahorro.